# Myiopagis cotta
Myiopagis cotta là một loài chim trong họ Tyrannidae.